# Del Cielo Mixtape
Del Cielo Mixtape es un EP de la cantante chilena Princesa Alba. Se lanzó el 5 de abril de 2018 de manera independiente por la cantante.

## Lista de canciones
| Del Cielo Mixtape |                                    |                                 |          |  |
| N.º               | Título                             | Escritor(es)                    | Duración |  |
| 1.                | «Diamantes»                        | Trinidad Riveros                | 3:40     |  |
| 2.                | «Digital Angel» (con Lean Chihiro) | Morgane Ebara, Trinidad Riveros | 3:44     |  |
| 3.                | «Medicine»                         | Trinidad Riveros                | 2:54     |  |
| 4.                | «Agua»                             | Trinidad Riveros                | 3:33     |  |
| 5.                | «Del Cielo»                        | Trinidad Riveros                | 3:45     |  |
| 6.                | «K Bye (Outro)»                    | Trinidad Riveros                | 1:50     |  |
| 19:30             |                                    |                                 |          |  |

## Premios y nominaciones
| Año  | Premio         | Categoría                                 | Trabajo           | Resultado |
| ---- | -------------- | ----------------------------------------- | ----------------- | --------- |
| 2018 | Premios Índigo | Premio Altafonte a la Creatividad Digital | Del Cielo Mixtape | Nominada  |
| 2019 | Premios Pulsar | Artista Revelación                        | Del Cielo Mixtape | Nominada  |